# 王湘惠
王湘惠（1987年9月28日— ）是台灣女子足球運動員，司職中場。曾效力日本廣島紫天使隊及中國北京鳳凰俱樂部。自2018年起加入中華台北女子足球代表隊參加各項國際賽事。2019年加入花蓮女子足球隊。
並在2022年擔任中華台北女子足球代表隊隊長領隊參與亞洲盃足球賽。